# (100118) 1993 LG1
(100118) 1993 LG1 es un asteroide perteneciente al cinturón de asteroides, descubierto el 13 de junio de 1993 por Robert H. McNaught desde el Observatorio de Siding Spring, Nueva Gales del Sur, Australia.